# Giampaolo Pazzini
Giampaolo Pazzini (Pescia, 2 de agosto de 1984) é um ex-futebolista italiano que atuava como atacante. 

## Carreira

### O início
Mais um produto das categorias de base da Atalanta, Pazzini chegou em Bérgamo aos 14 anos para treinar no clube e morar num abrigo para garotos de outras regiões. Na Primavera nerazzurra, fez uma parceria de sucesso com seu amigo Montolivo. Aliás, Foi de Pazzini o passe para o primeiro gol de Montolivo na categoria. Nos profissionais, subiram juntos, como titulares. No ataque oróbico, marcou nove gols em 39 jogos da Serie B e chamou a atenção de alguns times da Serie A, para onde voltou com a Atalanta. Continuou seis meses em nerazzurro, até ser contratado pela Fiorentina, que pagou 6 milhões de euros por ele em janeiro de 2005.

### Fiorentina
Em sua meia temporada de estreia, marcou três gols, um deles num empate inesperado contra a Juventus em 3 a 3. Com a opção de Cesare Prandelli por um esquema com um só atacante, Luca Toni, Pazzini acabou com pouco espaço entre os titulares, mas ainda assim deixou seus gols. Em dois anos, foram 12 nas poucas partidas como titular, o que lhe rendeu a expectativa de ser o herdeiro natural de Toni.
Sem o camisa 30, que havia se transferido para o Bayern de Munique em 2007, Pazzini assumiu a titularidade e participou diretamente de mais de 20% dos gols da Fiorentina no campeonato, mas viu seu espaço diminuir com a contratação de Gilardino, em 2008.

### Sampdoria
Depois da chegada do ex-milanista, Pazzini só começou três partidas como titular até dezembro e acabou negociado com a Sampdoria, que pagou 9 milhões de euros para tê-lo como acompanhante de Cassano no ataque blucerchiato. Cassano lhe recomendou a camisa 10, Pazzini aceitou.
Em seus primeiros sete jogos, fez seis gols. Logo no primeiro semestre como referência ofensiva da equipe, mostrou grande entrosamento com Cassano e marcou contra Juventus, Milan, Inter e Roma. Na temporada 2009-10, na qual jogou com uma máscara em várias partidas, foi ainda melhor e fez 19 gols, inclusive o que decidiu a vaga na UEFA Champions League para a Samp, na última rodada, contra o bom time do Napoli.

### Internazionale
Em 28 de janeiro de 2011, foi contratado pela Inter num contrato de quatro anos e meio. Os valores revelados dizem que a negociação girou em torno de 12 milhões de euros, mais o passe do francês Jonathan Biabiany, que foi para a Sampdoria como parte do pagamento. Recebeu a camisa de número 7 dos nerazzurri.
Somente dois dias depois, em 30 de janeiro, Pazzini estreou com a camisa da Inter. E não poderia ter sido melhor. Pazzini marcou dois gols e ainda sofreu o pênalti que culminou no terceiro da vitória de virada contra o Palermo, salvando o time milanês da derrota em pleno Estádio Giuseppe Meazza. Em seu segundo jogo, desta vez contra o Bari, marcou mais um e chegou ao terceiro gol em dois jogos pela Inter. Continuou sua boa temporada de estreia pela Inter marcando gols em vários jogos e, em 30 de abril, salvou a equipe de mais uma derrota na partida contra o Cesena. A Inter perdia por 1 a 0 até o final do tempo regulamentar, quando Pazzini marcou dois gols, o primeiro aos 46 e o segundo aos 50 minutos do segundo tempo da partida, decretando a vitória de virada.

### Milan
No dia 21 de agosto de 2012, Pazzini foi anunciado como novo jogador do Milan, numa troca com a maior arquirrival Internazionale envolvendo o ex-atacante do rossonero Antonio Cassano, que foi para a Inter.[carece de fontes?] Além disso, a negociação envolveu também um pagamento de 7 milhões de euros do Milan a Internazionale, pelo valor de Pazzini ser maior. Pazzini vestiu a camisa de número 11, usada antes por Zlatan Ibrahimovic, que transferiu-se ao PSG. Fez dois gols contra a Lazio em 2 de março, pelo campeonato italiano vencendo o jogo de goleada por 3 a 0 dentro de casa.[carece de fontes?] Marcou mais um gol pelo Milan em 8 de março, contra o Genoa vencendo a partida por 2 a 0. Fez dois gols contra o Catania em 29 de abril, na vitória de sua equipe por 4 a 2 de virada se mantendo em 3º lugar do campeonato italiano.

## Seleção Italiana
Pazzini jogou em todas as seleções italianas de base e atingiu seu auge no Europeu Sub-19, em que venceu marcando gol na final contra Portugal. Pelo Sub-21, Pazzini ficou marcado por deixar sua marca na inauguração do Novo Wembley, com uma tripletta contra a Inglaterra Sub-21.
Sua primeira convocação pela seleção principal veio em 2009, durante as Eliminatórias para a Copa do Mundo do ano seguinte, o então treinador Marcello Lippi o convocou. Em 28 de março, durante um jogo contra Montenegro, estreou marcando seu primeiro gol pela seleção. Quatro dias depois, novamente pelas eliminatórias, iniciou como titular a partida contra a Irlanda. Ao contrário da estreia, essa partida foi frustrante para Pazzini, que foi expulso no segundo minuto de jogo após uma cotovelada sobre John O'Shea, e passou então a deter o recorde de expulsão mais rápida na história da seleção italiana.
Sua primeira competição pela seleção principal foi exatamente a Copa do Mundo de 2010, onde foi reserva. A verdade é que Pazzini ainda não teve muitas chances pela Azzurra, porém, com sua transferência para a Inter e suas excelentes primeiras partidas pelo clube, foi promovido a titular em algumas ocasiões sob o comando do novo treinador Cesare Prandelli, com quem já havia trabalhado na Fiorentina.

## Vida Pessoal
No dia 8 de julho de 2011 se casa com Silvia Slitti, com quem Pazzini namorava há 10 anos. Em 21 de dezembro, do mesmo ano, nasce o primeiro filho do casal, chamado Tommaso Pazzini.

## Estatísticas
Até 25 de abril de 2016.

### Clubes
| Clube          | Temporada | Liga  | Liga | Copa  | Copa | Competições europeias | Competições europeias | Total | Total |
| Clube          | Temporada | Jogos | Gols | Jogos | Gols | Jogos                 | Gols                  | Jogos | Gols  |
| -------------- | --------- | ----- | ---- | ----- | ---- | --------------------- | --------------------- | ----- | ----- |
| Atalanta       |           |       |      |       |      |                       |                       |       |       |
| 2003–04        | 39        | 9     | -    | -     | -    | -                     | 39                    | 9     |       |
| 2004–05        | 12        | 3     | -    | -     | -    | -                     | 12                    | 3     |       |
| Total          | 51        | 12    | -    | -     | -    | -                     | 51                    | 12    |       |
| Fiorentina     |           |       |      |       |      |                       |                       |       |       |
| 2004–05        | 14        | 3     | 0    | 0     | -    | -                     | 14                    | 3     |       |
| 2005–06        | 27        | 5     | 0    | 0     | -    | -                     | 27                    | 5     |       |
| 2006–07        | 24        | 7     | 0    | 0     | -    | -                     | 24                    | 7     |       |
| 2007–08        | 31        | 9     | 0    | 0     | 10   | 0                     | 41                    | 9     |       |
| 2008–09        | 12        | 1     | 0    | 0     | 4    | 0                     | 16                    | 1     |       |
| Total          | 108       | 25    | 0    | 0     | 14   | 0                     | 122                   | 25    |       |
| Sampdoria      |           |       |      |       |      |                       |                       |       |       |
| 2008–09        | 19        | 11    | 4    | 4     | -    | -                     | 23                    | 15    |       |
| 2009–10        | 37        | 19    | 2    | 2     | -    | -                     | 38                    | 21    |       |
| 2010–11        | 19        | 6     | 1    | 1     | 5    | 5                     | 25                    | 12    |       |
| Total          | 75        | 36    | 7    | 7     | 5    | 5                     | 87                    | 48    |       |
| Internazionale |           |       |      |       |      |                       |                       |       |       |
| 2010–11        | 17        | 11    | 3    | 0     | 0    | 0                     | 20                    | 11    |       |
| 2011–12        | 33        | 5     | 1    | 0     | 6    | 3                     | 40                    | 8     |       |
| Total          | 50        | 16    | 4    | 0     | 6    | 3                     | 60                    | 19    |       |
| AC Milan       |           |       |      |       |      |                       |                       |       |       |
| 2012–13        | 30        | 15    | 2    | 1     | 5    | 0                     | 37                    | 16    |       |
| 2013–14        | 18        | 2     | 1    | 1     | 2    | 0                     | 21                    | 3     |       |
| 2014–15        | 26        | 4     | 2    | 1     | -    | -                     | 28                    | 5     |       |
| Total          | 74        | 21    | 5    | 3     | 7    | 0                     | 86                    | 24    |       |
| Hellas Verona  |           |       |      |       |      |                       |                       |       |       |
| 2015–16        | 29        | 6     | 1    | 0     | -    | -                     | 29                    | 6     |       |
| Total          | 29        | 6     | 1    | 0     | -    | -                     | 29                    | 6     |       |

### Seleção Italiana
| Ano   |       |      |
| Ano   | Jogos | Gols |
| ----- | ----- | ---- |
| 2009  | 5     | 1    |
| 2010  | 8     | 0    |
| 2011  | 9     | 3    |
| 2012  | 4     | 0    |
| Total | 25    | 4    |

Gols marcados
| #  | Data                   | Local                 | Adversário | Placar | Resultado | Competição                  |
| -- | ---------------------- | --------------------- | ---------- | ------ | --------- | --------------------------- |
| 1. | 28 de março de 2009    | Podgorica, Montenegro | Montenegro | 0–2    | 0–2       | Elim. Copa do Mundo de 2010 |
| 2. | 3 de junho de 2011     | Modena, Itália        | Estónia    | 3–0    | 3–0       | Elim. Euro 2012             |
| 3. | 6 de setembro de 2011  | Florença, Itália      | Eslovênia  | 1–0    | 1–0       | Elim. Euro 2012             |
| 4. | 11 de novembro de 2011 | Wrocław, Polônia      | Polónia    | 0–2    | 0–2       | Amistoso                    |

## Títulos
Internazionale
- Copa da Itália: 2010-11